# 帕克山 (斯科特海岸)
77°15′S 160°55′E / 77.250°S 160.917°E
帕克山（Parker Mesa），是南極洲的山峰，位於維多利亞地的斯科特海岸，處於斯久峰東南面7公里，屬於克萊爾山脈的一部分，現時由南極條約體系管理。